# Piper PA-47
Dimensions
Le Piper PA-47 PiperJet était un jet très léger (VLJ) monomoteur qui était destiné à être développé et construit par Piper Aircraft. Cependant, à la suite d'un changement de propriétaire chez Piper, il a été décidé de revoir l'avion, renommé PiperJet Altaire. En dépit d'être techniquement réussi, le projet Altaire a été annulé en octobre 2011 en raison de la conjoncture économique.

## Conception et développement

### PiperJet
Le PiperJet a été annoncé en octobre 2006 comme un concurrent aux bimoteurs Eclipse 500 et Cessna Citation Mustang. Le fuselage de l'avion avait la même section que celui du Piper PA-46, avec une augmentation de quatre pieds en longueur. Il devait être capable de transporter jusqu'à 7 passagers à une vitesse de croisière de 360 nœuds (666,7 km/h) et une altitude maximale de 35 000 pieds (10 668,0 m). La portée maximale devait être de 1 300 milles marins (2 407,6 km), avec une pleine charge utile-carburant de 800 livres. Piper a choisi Williams International pour fournir son turboréacteur FJ44-3AP pour le PiperJet.
Le montage du moteur au-dessus du centre de gravité rendait la puissance déstabilisante (une augmentation de la puissance aurait poussé le nez de l'avion vers le bas), ce qui aurait pu être déconcertant pour les pilotes. Initialement, les concepteurs de Piper avaient incorporé un système de relevage automatique de la hauteur pour coordonner l'angle d'incidence du stabilisateur horizontal avec le réglage de la puissance. Ce système a ensuite été remplacé par une buse de poussée vectorielle, développée par Williams International, qui a entraîné une réduction du poids et des procédés de fabrication simplifiés.
Une caractéristique de la conception de l'avion était un conduit droit d'admission d'air pour le moteur monté dans la dérive (queue), similaire dans le concept d'ingénierie à la conception d'un McDonnell Douglas DC-10, plutôt que le conduit en S de la plupart des modèles d'avions triréacteurs de l'époque comme le Dassault Falcon 900.
Un prix de vente prévu était de 2.199 millions de dollars US en 2006 et a été fixé le 19 février 2007. Piper a annoncé avoir reçu 180 pré-commandes. Une date d'entrée en service début 2010 a été initialement prévue, plus tard changée à 2011-12. En octobre 2009, la société a indiqué qu'elle avait retardé la livraison du premier avion à la clientèle à la mi-2013 et avait informé les déposants,.
Le PiperJet n'est pas entré en production et en octobre 2010 Piper a annoncé qu'il développerait à la place un avion avec une plus grande section circulaire de fuselage connu sous le nom Piper PiperJet Altaire,. Les 160 clients qui avaient passé des commandes pour le PiperJet ont conservé leur poste de livraison avec le nouvel appareil et au même prix de 2,2 millions $.

### Altaire
Basé sur le prototype PA-47 PiperJet, l'Altaire présentait un fuselage légèrement plus grand avec une section ronde, et comprenait un manche de commande classique pour le contrôle de vol, par opposition au minimanche du PiperJet original.
Piper avait outillé ses installations de Vero Beach, en Floride (États-Unis) pour construire les quatre prototypes Altaire devant être utilisés par la FAA (safety & performance) pour la certification de l'avion jusqu'en 2013. La première livraison des avions aux clients était prévue pour 2014. Le premier vol était prévu en 2012.
Le fuselage du Piperjet original a été conçu en utilisant comme modèle celui du monomoteur Piper Meridian turbopropulsé. Le nouveau propriétaire de Piper, Imprimis, a trouvé à redire à cette conception provoquant une révision sans référence directe à la Meridian. Selon le directeur de Piper, Geoffrey Berger, «Nous voulions donner à nos clients de jets un appareil plus spacieux et léger qui incorpore une conception évolutive, ouvrant la voie à une future famille d'avions d'affaires compétitifs». La nouvelle conception du fuselage offre 4 pouces de hauteur supplémentaire et neuf pouces de plus en largeur.
L'Altaire avait été conçu pour un seul pilote permettant à un passager d'occuper le siège du copilote. Combiné avec 4 sièges passagers dans la cabine derrière le poste de pilotage, le jet aurait cinq passagers assis. La cabine aurait été spécialement configurée pour ajouter un siège supplémentaire de telle sorte qu'un total de six passagers puissent se loger en plus du pilote. Il avait 20 pieds cubes (570 l) d'espace à bagages derrière les sièges passagers et un autre de 20 pieds cubes (570 l). d'un espace chauffé, mais non pressurisé dans le nez de l'avion.
L'Altaire aurait été propulsé par le Williams International FJ44-3AP. Ce modèle de moteur utilise une «poussée vectorielle passive» conception qui permet de compenser le piqué de l'avions lorsque la puissance est augmentée à cause du point de montage du moteur relativement élevée dans la queue. Piper a estimé que ce moteur emporterait l'Altaire jusqu'à 35 000 pieds (11 000 m) d'altitude maximale de croisière à une vitesse de croisière de 320 nœuds. La vitesse maximale de croisière maximale a été prévue de 360 nœuds. L'avion devait avoir une portée non stop de 1 200  à   1 300 milles marins (2 200  à   2 400 km).
L'avion était attendu au prix de détail d'environ 2,6 millions $ US en équipement «standard». Piper estime les coûts d'exploitation variables à environ 730 $ US de l'heure. Cela se compare à environ 870 $ US pour le Cessna Mustang, modèle comparable.

## Annulation
Le 17 octobre 2011, la société a annoncé que le programme PiperJet Altaire était "en cours d'examen". Nouveau directeur général par intérim de Piper, nommé le même jour, Simon Caldecott a dit, "Ceci est entrepris pour s'assurer que l'entreprise aligne bien les objectifs d'affaires et des prévisions de marché des jet légers avec des stratégies d'investissement et des prévisions économiques." Le lendemain, le 18 octobre 2011, Russ Nile rédacteur en chef d'AvWeb demande que le projet soit terminé, l'appelant «irréaliste» de poursuivre la conception face à l'opposition de la Federal Aviation Administration à la certification d'un jet à un seul moteur à 35 000 ft (10 668 m) et au manque de raisonnement économique, l'avion coûterait le même prix que la plupart des jets bimoteurs. Niles a appelé Piper disant, "le plus tôt il termine son "avis" du projet et lui colle une balle sera le mieux,." Le 24 octobre 2011, en dépit du fait que le développement de l'Altaire était « sur le calendrier et le budget », le programme a été suspendu indéfiniment par Piper en raison de problèmes économiques, et la compagnie a mis à pied un nombre certain de travailleurs affectés au projet. Il a été déclaré que l'entreprise était ouverte à des offres « raisonnables » de vente du projet PiperJet/Altaire.
En 2012, le prototype a été placé au Musée de l'Air de Floride.

### Aéronefs comparables
- Adam A700
- Cirrus Vision SF50
- Diamond D-Jet
- Eclipse 400
- Eclipse 500
- Embraer Phenom 100
- Cessna Citation Mustang
- Honda HA-420 HondaJet